# Renascença
Renascença là một đô thị thuộc bang Paraná, Brasil. Đô thị này có diện tích 425,082 km², dân số năm 2007 là 6945 người, mật độ 15,3 người/km².